# Тарнув-Опольський
Тарнув-Опольський (пол. Tarnów Opolski, нім. Tarnau) — село в Польщі, у гміні Тарнув-Опольський Опольського повіту Опольського воєводства.
Населення — 3599 осіб (2011).

## Демографія
Демографічна структура станом на 31 березня 2011 року:
|          | Загалом | Допрацездатний вік | Працездатний вік | Постпрацездатний вік |
| -------- | ------- | ------------------ | ---------------- | -------------------- |
| Чоловіки | 1745    | 346                | 1233             | 166                  |
| Жінки    | 1854    | 340                | 1163             | 351                  |
| Разом    | 3599    | 686                | 2396             | 517                  |